# Carlos Hernán López Gutiérrez
Carlos Hernán López Gutiérrez (Colombia, 1950) es un ingeniero y político colombiano.

## Biografía
Miembro del conservatismo independiente. Es ingeniero civil de la Universidad Gran Colombia con especialización en alta gerencia en la Universidad de Los Andes, fue secretario de Obras Públicas de Cundinamarca y de Bogotá entre 1982 y 1986. Además de haber sido diputado de Cundinamarca.
Fue ministro de trasporte en el gobierno de Ernesto Samper. Fue investigado por la Procuraduría General de la Nación lo que ocasiono su renuncia al ministerio en 1997.